# Ruth Lorenzo
Ruth Lorenzo, de son vrai nom Ruth Lorenzo Pascual, née le 10 novembre 1982 à Las Torres de Cotillas dans la région de Murcie, est une chanteuse espagnole. En 2008, résidant à Londres, elle participe à la 5e saison de l'émission télévisée britannique The X Factor où elle arrive en cinquième position.
Ruth Lorenzo est l'auteur et l'interprète du thème principal de la telenovela espagnole Valientes, Quiero ser valiente, pour la chaîne de télévision Cuatro.
À la suite de sa victoire à l'émission ¡Mira quién va a Eurovisión!, elle représenta l'Espagne au Concours Eurovision de la chanson 2014 avec la chanson bilingue Dancing in the Rain.

## Carrière

### The X Factor(2008)
En 2008, Lorenzo passe une audition pour participer à la cinquième saison de l'émission télévisée britannique The X Factor, avec en face d'elle les juges Simon Cowell, Cheryl Cole et Louis Walsh. Elle chante (You Make Me Feel Like) A Natural Woman. Impressionnés par sa prestation, les juges décident de la laisser continuer. Lorenzo est envoyée à Saint-Tropez, endroit où elle passera une audition avec Dannii Minogue, sa mentor de X Factor. Après une prestation émouvante de la chanson True Colors en espagnol, Minogue décide de choisir Lorenzo pour participer aux finales. À la huitième semaine, Minogue est éliminée par le public face à Alexandra Burke.

### Performances lors duX Factor
| Semaine                       | Chanson                          | Thème                                                        | Résultat                       |
| ----------------------------- | -------------------------------- | ------------------------------------------------------------ | ------------------------------ |
| Première semaine              | Take My Breath Away              | Première place des chansons au Royaume-Uni et aux États-Unis | Sauvée                         |
| Deuxième semaine              | I Just Can't Stop Loving You     | Chansons de Michael Jackson ou The Jackson 5                 | Dans les deux dernières places |
| Rattrapage Deuxième semaine.  | Purple Rain                      | Choix des participants                                       | Sauvée par le public           |
| Troisième semaine             | Summertime                       | Big band                                                     | Sauvée                         |
| Quatrième semaine             | No More Tears (Enough Is Enough) | Disco                                                        | Sauvée                         |
| Cinquième semaine             | My All                           | Chansons de Mariah Carey                                     | Dans les deux dernières places |
| Rattrapage cinquième semaine. | Knockin' On Heaven's Door        | Choix des participants                                       | Sauvée par le jury             |
| Sixième semaine               | Angels                           | Best of British                                              | Sauvée                         |
| Septième semaine              | Love Ain't Here Anymore          | Chansons de Take That                                        | Sauvée                         |
| Huitième semaine              | I Love Rock 'n' Roll             | Chansons de Britney Spears                                   | Dernière place, éliminée.      |
| Huitième semaine              | Always                           | Classiques américains                                        | Dernière place, éliminée.      |

### Carrière musicale à partir de 2009
Ruth Lorenzo est notamment l'auteur et l'interprète du thème principal de la telenovela espagnole Valientes, Quiero ser valiente, pour la chaîne de télévision Cuatro

### Planeta azulet le Concours Eurovision de la chanson 2014
Le 22 février 2014, Ruth remporta la sélection espagnole ¡Mira quién va a Eurovisión! pour représenter l'Espagne au Concours Eurovision de la chanson 2014 à Copenhague. Sa chanson était Dancing in the rain interprétée en anglais et en espagnol. L'Espagne faisant partie du Big Five, Ruth était qualifiée d'office pour la finale du 10 mai où elle atteignit la 10e avec 74 points, étant ainsi la seule d'un pays du Big Five à être classée dans le Top 10.

## Discographie

### Albums
- 2014 : Planeta Azul (Roster Music)
- 2018 : Lovehaolic (Raspberry Records)

### Singles

#### Comme artiste principale
| 2011                                | Burn                | 16 | Non-album singles |
| 2013                                | The Night           | —  | Non-album singles |
| 2013                                | Love Is Dead        | —  | Non-album singles |
| 2014                                | Dancing in the Rain | 7  | Planeta Azul      |
| 2016                                | Voces               |    |                   |
| 2019                                | Underworld          |    |                   |
| "—" montre l'absence de classement. |                     |    |                   |

#### Comme artiste invitée
| 2008                        | Hero (avec les finalistes de X Factor)          | 1 | 1 | Charity Single              |
| 2012                        | Fall To Fly (avec The Osmonds et Sophia Osmond) | — | — | Can't Get There Without You |
| "—" montre aucun classement |                                                 |   |   |                             |